# Silje Bolset
Silje Elin Bolset, née le 5 mars 1975, est une ancienne handballeuse internationale norvégienne évoluant au poste d'arrière droite.
Durant sa carrière, elle a notamment porté les couleurs du Byåsen Trondheim.
Avec l'équipe nationale de Norvège, elle atteint la finale du championnat d'Europe 1996. Elle participe également aux Jeux olympiques d'été de 1996

## Palmarès

### Sélection nationale
Jeux olympiques
- 4e place des Jeux olympiques d'été de 1996 à Atlanta

championnats d'Europe 
- finaliste du championnat d'Europe 1996